# Museum van Suzhou

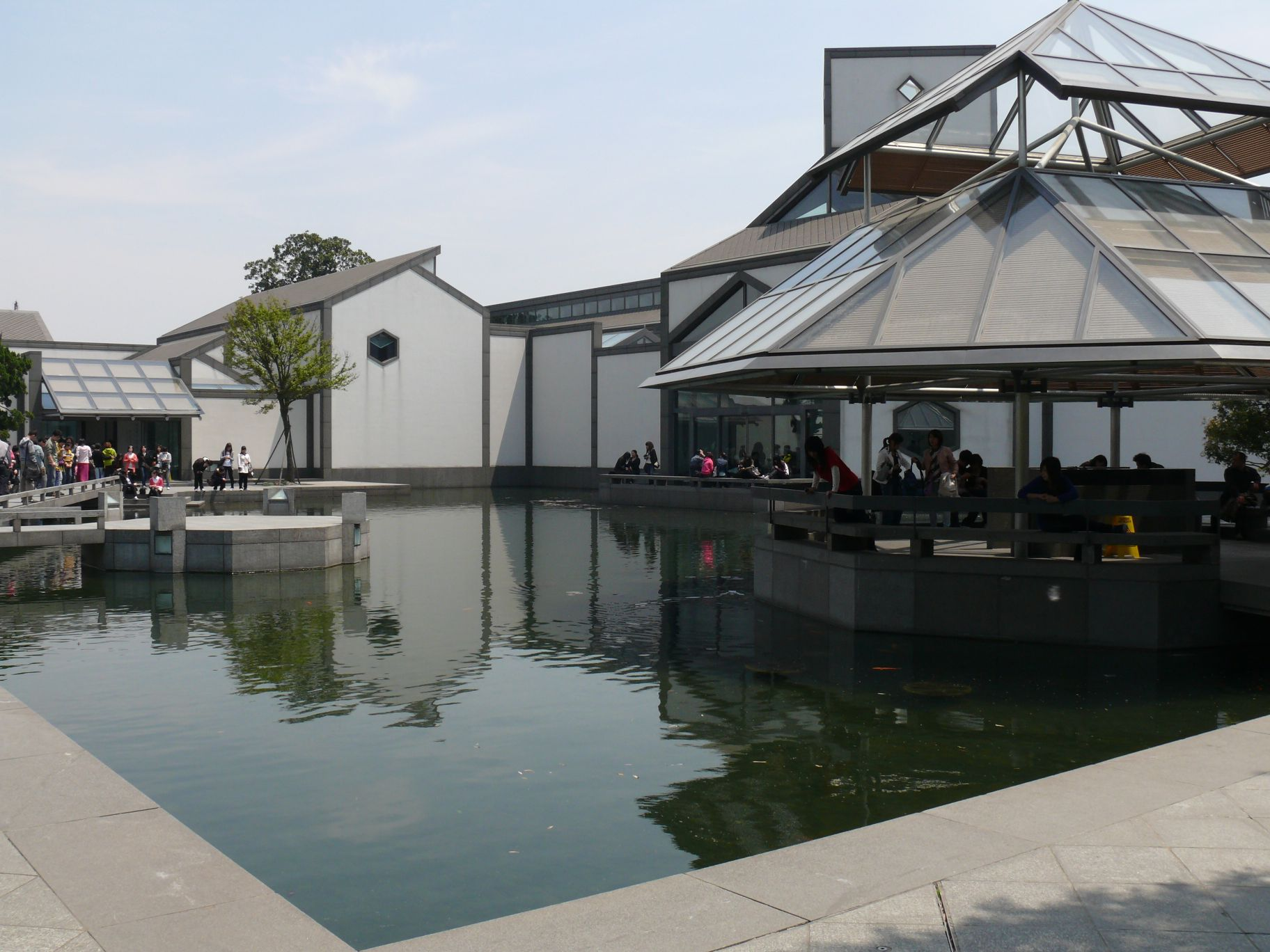
Het museumgebouw, ontworpen door Ieoh Ming Pei

Het Museum van Suzhou (Chinees: 蘇州博物館; pinyin: Sūzhōu Bówùguǎn) is een kunstmuseum in de Chinese stad Suzhou. Het museum beslaat een oppervlakte van 2.200 m². De collectie bestaat uit ruim 15.000 stukken, waaronder schilderijen en calligrafische werken uit de Song-, Ming- en Qing-dynastieën.
Het Museum van Suzhou werd in 1960 geopend in de voormalige residentie van Li Xiucheng, leider van de 19e-eeuwse Taiping-opstand. Op 6 oktober 2006 werd een nieuw gebouw geopend, ontworpen door de Chinees-Amerikaanse architect Ieoh Ming Pei in een moderne Chinese stijl. De ramen kijken uit op bamboe, hetgeen een gefilterd licht geeft. De binnentuin heeft een moderne rotstuin.

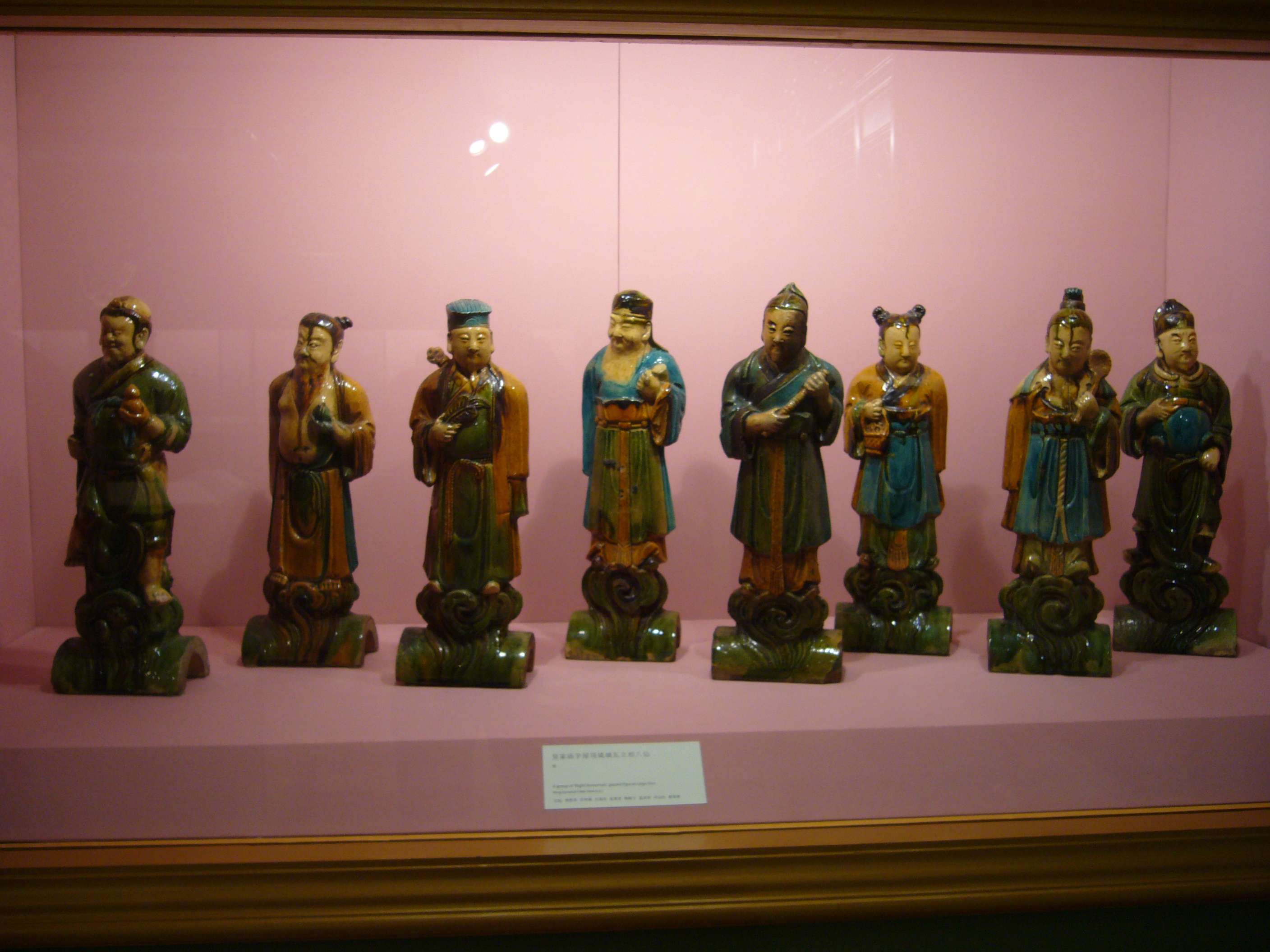
Acht onsterfelijken Ming-dynastie (1368-1694)
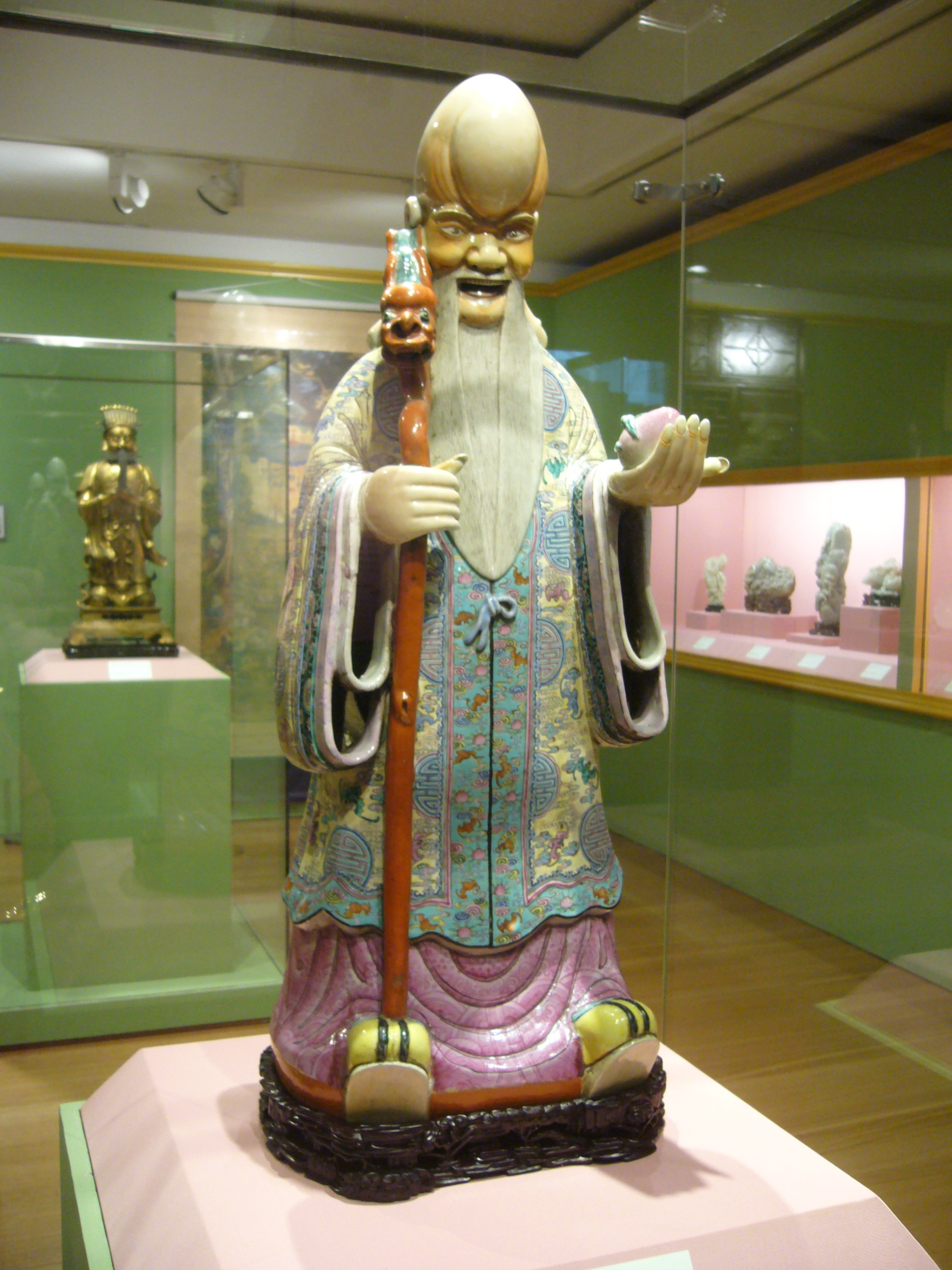
God van lang leven Qing-dynastie (1796-1820)